# Утвара (филм)
Утвара (енгл. The Wraith) амерички је акциони хорор филм независне продукције из 1986. године, режисера и сценаристе Мајка Марвина, са Чарлијем Шином, Ником Касаветесом, Шерилин Фен и Рендијем Квејдом у главним улогама. Радња прати тинејџера у Аризони, који се враћа из мртвих како би се осветио групи хулигана која га је убила.
Филм је сниман у Тусону, Аризона. Имао је ограничено биоскопско приказивање које је почело 21. новембра 1986, у дистрибуцији продукцијске куће New Century Vista Film Company. Добио је осредње рецензије критичара и нешто позитивније оцене публике. Филмски историчар и критичар Леонард Малтин изјавио је да ће се Утвара допасти „онима који воле брзе аутомобиле и много буке”, али да се њему није допала.
На Филипинима Утвара је приказана под насловом Излазак Црног месеца 2, као наставак филма Томија Лија Џоуна.

## Радња
Мистериозни младић по имену Џејк Кеси, долази спортским аутомобилом у Брукс, мали град у Аризони, и почиње да прогони групу локалних насилника. Испоставља се да су они одговорни за убиство Џејмија Ханкинса, за шта никада нису одговарали, а да је Џејк Џејмијева реинкарнација која је дошла у Брукс да им се освети.

## Улоге
| Глумац           | Улога                              |
| ---------------- | ---------------------------------- |
| Чарли Шин        | Џејк Кеси / Утвара / Џејми Ханкинс |
| Метју Бери       | Били Ханкинс                       |
| Шерилин Фен      | Кери Џонсон                        |
| Ренди Квејд      | шериф Џ. Л. Лумис                  |
| Клинт Хауард     | „Рагхед”                           |
| Ник Касаветес    | Пакард Волш                        |
| Дејвид Шерил     | Морис „Сканк”                      |
| Џејми Бозијан    | „Гатербој”                         |
| Грифин О'Нил     | Оги Фишер                          |
| Крис Неш         | „Минти”                            |
| Кристофер Бредли | Џејми Ханкинс                      |
| Вики Бенсон      | конобарица                         |